# Stelmet Zielona Góra
Maillots
Le Stelmet Zielona Góra (connu sous le nom de Zastal Zielona Góra jusqu'en 2012) est un club polonais de basket-ball issu de la ville de Zielona Góra. Le club appartient à la Polska Liga Koszykówki soit le plus haut niveau du championnat polonais.

## Palmarès
- Champion de Pologne : 2013, 2015, 2016, 2017, 2020
- Coupe de Pologne : 2015, 2017, 2021

## Entraîneurs successifs
- depuis 2021 :  Oliver Vidin (pl)
- 2019-2021 :  Žan Tabak
- 2018-2019 :  Igor Jovović (en)
- 2017-2018 :  Andrej Urlep
- 2016-2017 :  Artur Gronek (pl)
- 2014-2016 :  Sašo Filipovski
- 2011-2014 :  Mihailo Uvalin (en)
- 2011 :  Tomasz Jankowski